# Burlington (New Jersey)
Burlington – miasto w Stanach Zjednoczonych, w stanie New Jersey, w hrabstwie Burlington.